# Zhou Chengwang
Zhou Chengwang, 周成王 de son nom personnel Ji Song (姬誦) fut le second roi de la dynastie Zhou.

## Règne

### La régence de Zhougong
Comme il était très jeune, quand il accéda au pouvoir, son oncle le duc de Zhou assura la régence. En effet, il s'inquiétait de son inexpérience qui aurait pu avoir comme conséquence un retour en force des Shang, qui auraient pu en profiter pour regagner leur puissance perdue. Quand il considéra que Cheng était assez mûr pour assurer lui-même l'autorité royale, il se retira, mais resta dans l'ombre du roi. Avant de partir, Zhou choisit d'établir une capitale secondaire à Luoyi.

### L'après régence
Cheng et Zhou furent confrontés à la rébellion des oncles royaux (Cai, Guan et Huo), qui voulaient profiter du jeune âge du roi pour le déposer. Cheng et Zhou partirent alors à leur rencontre. Après avoir guerroyé avec succès, ils les soumirent. Cheng stabilisa les frontières du royaume Zhou et défit maintes tribus barbares toujours avec l'assistance de son oncle Zhou. Il régna de -1042 à -1021.